# Bông thùa
Bông thùa (danh pháp khoa học: Antillesoma antillarum) là loài sá sùng duy nhất trong chi Antillesoma, thuộc họ Phascolosomatidae.

## Tên đồng nghĩa
Loài này hiện có nhiều tên đồng nghĩa, gồm:
- Aspidosiphon mokyevskii (Murina, 1964)
- Golfingia (Thysanocardia) mokyevskii Murina, 1964
- Golfingia mokyevskii Murina, 1964
- Phascolion antillarum
- Phascolosoma (Aedematosomum) antillarum Grube, 1858
- Phascolosoma (Antillesoma) antillarum Grube, 1858
- Phascolosoma (Antillesoma) asser (Selenka & De Man, 1883)
- Phascolosoma (Antillesoma) pelmum  (Selenka & De Man, 1883)
- Phascolosoma (Antillesoma) schmidti Murina, 1975
- Phascolosoma (Rueppellisoma) gaudens (Lanchester, 1905)
- Phascolosoma (Rueppellisoma) onomichianum (Ikeda, 1904)
- Phascolosoma (Rueppellisoma) simile (Chen & Yeh, 1958)
- Phascolosoma (Rueppellisoma) weldonii (Shipley, 1892)
- Phascolosoma aethiops Baird, 1868
- Phascolosoma antillarum Grube, 1858
- Phascolosoma asser (Selenka & De Man, 1883)
- Phascolosoma fuscum Keferstein, 1862
- Phascolosoma glans (De Quatrefages, 1865)
- Phascolosoma immodestum (De Quatrefages, 1865)
- Phascolosoma nigriceps Baird, 1868
- Phascolosoma onomichianum (Ikeda, 1904)
- Phascolosoma pelma (Selenka & De Man, 1883)
- Phascolosoma pelmum (Selenka & De Man, 1883)
- Phascolosoma similis (Chen & Yeh, 1958)
- Phymosoma antillarum (Grube, 1858)
- Phymosoma asser Selenka & De Man, in Selenka, de Man & Bülow, 1883
- Phymosoma onomichianum Ikeda, 1904
- Phymosoma pelma Selenka & De Man, in Selenka, de Man & Bülow, 1883
- Physcosoma antillarum (Grube, 1858)
- Physcosoma asser (Selenka & De Man, 1883)
- Physcosoma gaudens Lanchester, 1905
- Physcosoma onomichianum (Ikeda, 1904)
- Physcosoma pelma (Selenka & De Man, 1883)
- Physcosoma similis Chen & Yeh, 1958
- Physcosoma weldonii Shipley, 1892
- Sipunculus (Aedematosomum) glans De Quatrefages, 1865
- Sipunculus (Aedematosomum) immodestus De Quatrefages, 1865

## Phân bố
Loài này được xem là loài phân bố trên toàn cầu. Chúng phân bố rộng khắp các vùng nước thuộc khu vực nhiệt đới và cận nhiệt đới. Người ta cũng bắt gặp chúng ở tây Đại Tây Dương và vùng Caribe từ Florida đến Brasil, ở phía đông Đại Tây Dương là Sierra Leone.

### Môi trường sống
Antillesoma antillarum được tìm thấy sống trong các bãi chứa vỏ của động vật thân mềm. Chúng sống cùng với các loài sau: Aspidosiphon albus,  Aspidosiphon Parvulus, Aspidosiphon fischeri, Temistes lageniformis, và Nephasoma pellucidum.